# Anoxia cretica
Anoxia cretica är en skalbaggsart som beskrevs av Ernst Hellmuth von Kiesenwetter 1858. Anoxia cretica ingår i släktet Anoxia och familjen Melolonthidae. Inga underarter finns listade i Catalogue of Life.